# 卢卡斯·夸斯尼奥克
卢卡斯·夸斯尼奥克（德語：Lukas Kwasniok；1990年11月7日—）是一位波兰裔德国前足球运动员及现任足球教练，自2025-26赛季起执教德甲俱乐部科隆。

## 球员生涯
夸斯尼奥克于1988年随家人从波兰移民至德国卡尔斯鲁厄，并开始在卡尔斯鲁厄体育俱乐部踢球，历遍该俱乐部的所有青年梯队，直至U18级别。他还曾代表德国青年国家队出场18次，并担任U16国家队队长。此后，他被视为一位才华横溢的球员，收到了多家俱乐部的邀请。夸斯尼奥克在高考前一年完成高中学业，并于1999年与其长兄一同转会至德乙俱乐部阿米尼亚比勒费尔德，不久后便随队升入德甲。回想往事时，他表示离开卡尔斯鲁厄是一个错误的决定。
在比勒费尔德，夸斯尼奥克获得了一份为期三年的合同，首先在U19梯队效力了半年，直到他的双脚踝韧带撕裂，并在恢复期间经历了右脚踝长时间疼痛。只有在斯特凡·昆茨安排的医生进行另一次手术后，疼痛才消退。由于俱乐部章程规定，夸斯尼奥克在效力两年后才能参加德甲联赛，因此在1999-2000赛季后半程，他被租借至第四级联赛的桑德豪森。在那里，除了参加U19比赛外，他还与一线队球员共同训练，并赢得高级联赛冠军，但从未获得过任何出场机会。此后，比勒费尔德提前两年终止了与他的合同。19岁的他选择了一条不同的人生道路，在中级服务机构完成了公务员见习培训。与此同时，他继续在家乡巴登足球协会联赛的拉施塔特04（2001—2005年）和日耳曼尼亚腓特烈斯塔尔（2005—2007年）踢球，之后结束球员生涯，成为一名教练。

## 教练生涯
2007年至2009年，夸斯尼奥克首先担任第六级符腾堡州级联赛俱乐部OSV拉施塔特（OSV Rastatt）主教练。随后，他又接任赖兴巴赫（TSV Reichenbach）的主教练，这是一支在联赛系统改制后的第七级州级联赛球队，并于2012年率队升入协会联赛。2014年，夸斯尼奥克获德乙俱乐部卡尔斯鲁厄的青训主管埃德蒙特·贝克尔赏识，遂加盟该俱乐部的青年营，最初执教U17梯队，一年半后执教U19梯队；并获得一份期至2019年的合同。2016年12月4日，卡尔斯鲁厄任命他为一线队的代理主教练，任期至年底。随后，夸斯尼奥克又回到U19梯队，并自2017年6月开始在亨内斯·魏斯魏勒研究院接受执业足球教练培训。2018年3月，他成功完成培训课程，并取得德国足协教练执照。至2018年7月30日，卡尔斯鲁厄结束了与夸斯尼奥克的合作，具体情况并未透露；但不久之前，由于卡尔斯鲁厄要求转会费，夸斯尼奥克转投至德乙对手厄尔士山奥厄的计划告吹。
2018年12月9日，德丙俱乐部卡尔蔡司耶拿宣布，在长期一胜难求后，夸斯尼奥克将接替马克·齐默尔曼担任主教练。冬歇期期间，他还被任命为体育总监，因其前任肯尼·维尔霍内因近期竞技方面的失败而被免职。至2019-20赛季第10轮过后，克瓦斯尼奥克被解除耶拿的职务：球队自第3轮以来一直未尝胜绩，并在积分榜垫底。
2020年1月1日，夸斯尼奥克接替迪尔克·洛特纳，与第四级的地区联赛俱乐部萨尔布吕肯签订了一份期至同年6月30日届满的合同。合同可在球队升入德丙联赛后通过选择权续约一年。随后，夸斯尼奥克率队成为首支晋级德国足协杯半决赛的第四级别联赛球队。2021年2月5日，他与萨尔布吕肯协商在2020-21赛季结束后解约。据俱乐部称，终止合作的原因是双方对球队未来的发展存在分歧。
2021-22赛季，夸斯尼奥克接替斯特芬·鲍姆加特，执掌德乙俱乐部帕德博恩07，并获得了一份为期两年的合同。2022年9月，其合同获续签至2025年夏天。至2025年4月15日，帕德博恩07和夸斯尼奥克宣布将于2024-25赛季结束后分道扬镳。帕德博恩在其最后一个赛季中排名第四，落后升级区4分。
2025年6月6日，刚升入德甲的科隆足球俱乐部任命夸斯尼奥克为新主教练，以接替弗里德黑尔姆·丰克尔，并签订了一份期至2028年6月30日届满的合同。